# Shotwick Park
Shotwick Park är en ort i civil parish Saughall and Shotwick Park, i distriktet Cheshire West and Chester, Storbritannien. Den ligger i grevskapet Cheshire och riksdelen England, i den södra delen av landet, 270 km nordväst om huvudstaden London.
Shotwick Park var en civil parish 1858–2015 när blev den en del av Saughall and Shotwick Park och Puddington. Civil parish hade 56 invånare år 2001.